# جون مالكوم

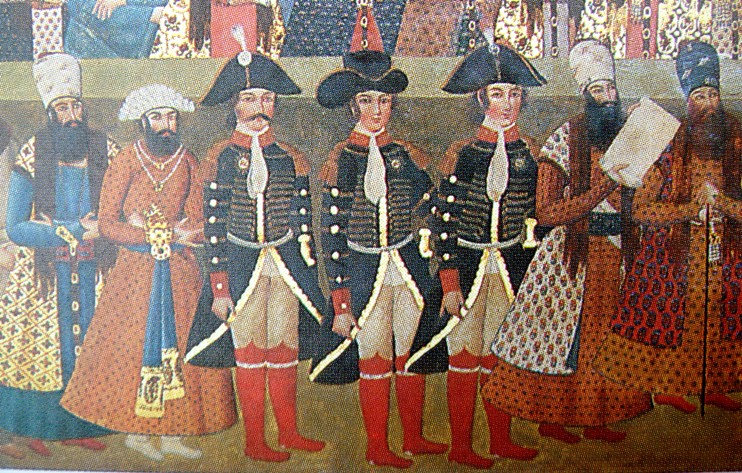
جون مالكولم في بلاط الشاه فتح علي القاجاري، سنة 1808 م.

السير جون مالكوم (بالإنجليزية: John Malcolm)‏ (1769 - 1833 م) هو جندي وإداري في إدارة الاستعمار ودبلوماسيا ولغويا ومؤرخا، بريطاني.
ولد في إسكتلندا وبعد أن ترك المدرسة حصل على منصب في شركة الهند الشرقية. أصبح مهتما باللغات الشرقية، فأجاد الفارسية وعمل مترجما.

## آثاره
من آثاره: «تاريخ بلاد فارس» A History of Persia ،عام 1815 م.